# シラノ・ド・ベルジュラック

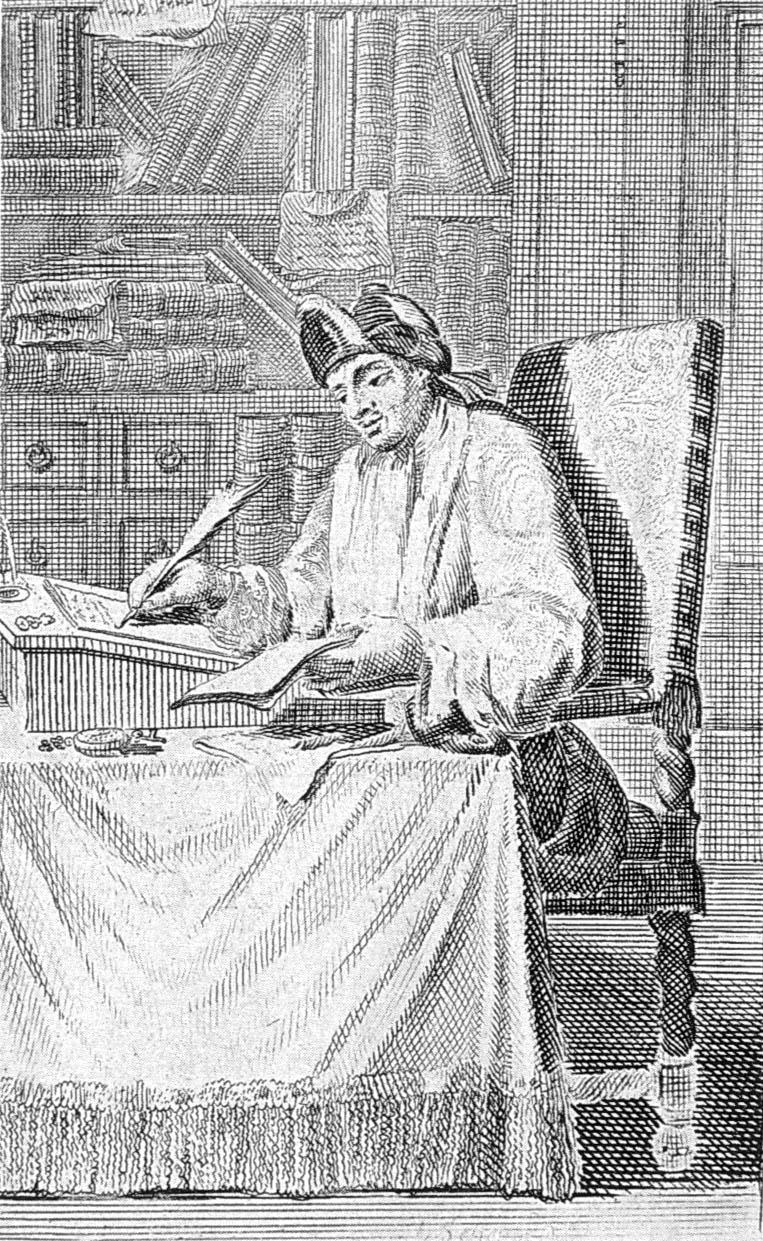
シラノ・ド・ベルジュラック。17世紀の彫版

サヴィニヤン・ド・シラノ・ド・ベルジュラック（Savinien de Cyrano de Bergerac、1619年3月6日 - 1655年7月28日）は、フランスの剣術家、作家、哲学者、理学者。
1897年上演されたエドモン・ロスタンの戯曲「シラノ・ド・ベルジュラック」により名を知られた。作品の中では、容貌（大きな鼻）に悩みながら、1人の女性を胸中で恋い慕い続け生涯を終えていく、騎士道精神や正義感の強い男として描かれる。

## 生涯
1619年、パリ高等法院（Le Parlement de Paris）に席をもつ弁護士アベル・ド・シラノの第4子として、パリのドゥ・ポルト街（現在のパリ2区デュッスーブ街）に生まれる。母はエスペランス・ベランジェ
。時はブルボン朝のルイ13世の治下、三十年戦争の時期にあたる。
幼少時は祖父からの領地であったサン＝フォルジュの司祭宅で教育された。サン＝フォルジュはパリの西南西30km、現在のイヴリーヌ県の南域の小都会で、その中にベルジュラックという一郭がある。シラノの「ド・ベルジュラック」は、そこに由来する。（ドルドーニュ県のベルジュラック市とは別。）
10歳でパリ大学に附設するボーヴェ学院の前身リジュー学院に入学し、1639年、20歳で学園を離れた。
生涯の友アンリ・ル・ブレとともに、カルボン・ドゥ・カステルジャルー隊長指揮のガスコーニュの青年隊に入隊した。しかし出世には至らず、1640年、三十年戦争のアラスの攻囲戦で重傷を負い、翌年軍隊を去ってパリに戻り、回復後さらに剣術を習った。100人を相手にして2人を殺し7人を傷つけた武勇伝が、ル・ブレの書簡をもとに伝わっている。
また、科学、哲学を研究し、デカルトの論敵の自由思想家、ピエール・ガッサンディやラ・モト・ル・バイエに学んだと言われる。また、ポール・スカロン、シャペル、モリエールなど自由思想的文人とも交わって、唯物論的な文筆生活を送った。
このころから、1653年まで、彼は年長の諧謔詩人シャルル・コアポーと同性愛の関係を結び、その間の通信文が伝えられている。
1648年に貴族とパリ高等法院とが王権に逆らったフロンドの乱が始まると、シラノは経済的な理由から反マザラン派に属し、宰相マザランを風刺する詩集『レ・マザリナード』を書くが、2年後には一転、『フロンド派に反対する手紙』を書き、反マザラン派を攻撃した。このとき年来の友人たちと次々にいさかいを起こした。
1653年から、ダルパジョン公ルイの庇護を受けてその館に寄食し、1654年、悲劇『アグリッピーヌの死』をルイに捧げ、喜劇『担がれた衒学者（げんがくしゃ）』も出版した。同年ルイの館で材木が頭に落ち重傷を負った。これが偶然か復讐かには説がある。ダルパジョン公の援助のもと、末妹のカトリーヌと尼僧院長マルグリット・ド・ジェズとル・ブレとに引き取られ、1年余介護を受けた。
1655年7月、パリ近郊サノワ村の従兄ピエール・ド・シラノの家へ移り、5日後の28日に36歳で死去。死因は頭の傷でなく梅毒であった。のちにペール・ラシェーズ墓地に移葬された。
『月世界旅行記』は没後の1656年、ル・ブレが序文、伝記を付して出版し、『太陽世界旅行記』は1662年に刊行された。あわせて、SFの先駆的な作品とされる。
『衒学者先生』は、モリエールが『スカパンの悪だくみ』（1671）にひょう窃したことで、かえって知られた。
また、ジャック・ロオーが1671年に出版した『物理学概論』は、生前のシラノの草案によるとされる。

## 著作
- (1649) 『レ・マザリナード』（Les mazarinades）---宰相マザランを風刺した詩集。いわゆる「マザリナード文書」のひとつ。
- (1651) 『フロンド派に反対する手紙』（La lettre contre les Frondeurs）
- (1654) 『アグリッピーヌの死』（La Mort d'Agrippine）---5幕の12音綴の韻文悲劇
- (1654) 『担がれた衒学者』（Le pédant joué）---5幕の韻文喜劇
- (1654) 『書翰集（Lettres）』
- (1657) 『別世界又は月世界諸国諸帝国』（Histoire comique des États et Empires de la Lune）
- (1662) 『太陽諸国諸帝国』（Histoire comique des États et Empires du Soleil）
- (1662) 『物理の断片』（Le Fragment de Physique）

## 訳書
- 有永弘人訳『月世界旅行記』、有永弘人訳、弘文堂書房世界文庫 (1940)
- 有永弘人訳『日月両世界旅行』第一部・第二部、岩波文庫（1952）
- 月と太陽諸国の滑稽譚（こっけいたん） 伊東守男訳.早川書房ハヤカワ・SF・シリーズ3178,1968  のち講談社文庫
- 月の諸国諸帝国・太陽の諸国諸帝国 赤木昭三訳　ユートピア旅行記叢書、岩波書店、1996　のち『日月両世界旅行記』岩波文庫(2005)

## 『月世界旅行記』

### あらすじ
作品の冒頭では、作中人物たちの会話によって、月は光の円盤などではなく地球と同じような天体であり、立って歩くこともできるだろうということ。もしかしたらそこには、我々と同じような人間が暮らしているかもしれないこと。惑星も、地球と同じような天体だろうということ。他の星々は、太陽と同じような存在であるが距離が遠すぎて、光の点にしか見えないこと。その無数の星々それぞれに、惑星があるだろうということ。宇宙は無限なのか、そこに果てはあるのか、など主人公の宇宙観が語られる。
主人公は本当に月が地球と同じような天体であるかどうかを確かめるために、いくつかの装置を作成し、月を目指す。
最初に完成させた装置は、水を入れたボトルを大量に身体にくくりつけたものだった。太陽に熱せられた水が上昇していくことを利用し、この装置を用いて、主人公は空に浮かび上がるものの、月までは到達できずに、地球の自転の影響のためか出発地のフランスから遠く離れたアメリカ大陸に着陸する。
最終的に主人公は、さまざまな偶然もあって、ロケットを6つあわせて1段となし、それを何段にもわたって配置した装置で天高く舞い上がり、月へと到達する。
1段目のロケットが燃え尽きると、2段目に点火し、2段目が燃え尽きると、3段目に点火というように、主人公の身体は急速に加速されていく。
火薬は早くに全て燃え尽き、ロケットなどの装置は全て地上に落下したものの、主人公の身体だけは、なおも月に向かって進んでいく。地球を遠く離れ、やがて月に近づくにつれ、主人公は月に向かって徐々に落下していくのを感じる。主人公は「地球に引力があるように、月にも引力があるのだろう。月は地球よりも質量が小さいので、その影響する範囲も小さく、月に近づいたことによって、やっとその力を感じることができたのだろう」と、ひとりつぶやく。
月には、4本足で歩く知的生命体が存在し、地球人とは異なる独特の風習や考え方を持っていることや、機械仕掛けのしゃべる本
L’Autre monde ou les États et empires de la Lune
など、月世界の発達した科学文明の様子が叙述される。